# Zruč nad Sázavou (hrad)
Starý zámek Zruč nad Sázavou je zaniklý hrad na pravém břehu řeky Sázavy ve Zruči nad Sázavou v okrese Kutná Hora. Postaven byl ve třináctém století a dochovaly se z něj pouze terénní relikty opevnění.

## Historie
O hradu se nedochovaly žádné písemné prameny, ale podle archeologického výzkumu vznikl ve druhé polovině třináctého století. Ve čtrnáctém století byl nahrazen nově založeným zručským hradem, později přestavěným na zámek.

## Stavební podoba
Hrad stál na okraji skalnatého srázu nad řekou. Zbývající tři strany byly zabezpečené dvojicí mohutných valů a příkopů. Hradní jádro o rozměrech 30 × 12 metrů má nejspíše mladšími zásahy poškozenou západní stranu a obsahuje několik prohlubní považovaných za pozůstatky staveb. Na lokalitě nebyly nalezeny žádné pozůstatky zdiva, a proto je možné, že většina staveb byla vybudována ze dřeva, nebo byly kamenné konstrukce rozebrány na stavební materiál při výstavbě města.